# Epilepsie pouze s generalizovanými tonicko-klonickými záchvaty
Epilepsie pouze s generalizovanými tonicko-klonickými záchvaty (jiné názvy: grandmal při probuzení nebo epilepsie s tonicko-klonickými záchvaty při probuzení) je epileptický syndrom patřící do skupiny idiopatických generalizovaných epilepsií. Syndrom poprvé popsal dr. Janz v roce 1962.[nenalezeno v uvedeném zdroji]

## Charakteristiky
Příznaky se objevují mezi 5. až 40. rokem života, nejčastěji mezi 11 až 23 lety. Záchvaty se objevují během probuzení nebo do 1 do 2 hodin po probuzení; občas se vyskytují i další typy záchvatů (absence, myoklonické záchvaty). Jsou provokovány spánkovou deprivací, fotostimulací, alkoholem, menstruací.
U 75 % pacientů je nutné trvalé ponechání antiepileptické medikace a u části pacientů se i přes užívání antiepileptické medikace nedosáhne plné kompenzace.
Syndrom je asociován s mutací genu CLCN2.